# Macarostola formosa
Macarostola formosa är en fjärilsart som först beskrevs av Henry Tibbats Stainton 1862.  Macarostola formosa ingår i släktet Macarostola och familjen styltmalar. Inga underarter finns listade i Catalogue of Life.